# Fabrique nationale de fusils
Pour les articles homonymes, voir VKT.
La Fabrique nationale de fusils (finnois : Valtion Kivääritehdas, sigle VKT) est un fabricant d'armes à feu, propriété de l'État finlandais.

## Histoire
La VKT est une fabrique qui a fonctionné de façon indépendante de 1926 à 1946 dans le quartier de Tourula à Jyväskylä.
En 1946, VKT devient une partie du conglomérat d'État nommé usines de métallurgie nationale (finnois : Valtion metallitehtaat) qui deviendra Valmet en 1951.
L'usine est alors renommée usine de Tourula. 
L’usine fabriquait toujours des fusils de sport et de chasse, mais l’accent était mis sur la construction de machines industrielles et de tracteurs.
Enfin, l’usine de Valmet à Tourula a été fusionnée avec SAKO pour former Sako-Valmet Oy en 1986. La production à Tourula s'arrêtera à la fin des années 1990.

## L'usine de Tourula
En 1925, on achète un terrain de la papeterie de Kangas pour construire l'usine.
Urho Åberg trace les plans de l'usine dans un style néo-classique. 
Les bâtiments sont construits en 1926–1927.
Construit en pleins champs, le bâtiment en brique de trois étages semble l'air massif dans le paysage.
Les machines-outils sont achetées principalement aux États-Unis.
La conception a pris en compte les exigences du travail à la chaîne, les machines ont donc dû être placées à proximité les unes des autres. L'éclairage requis pour les travaux de précision était également important.
La haute cheminée de l'usine fait partie du bâtiment de la centrale hydroélectrique. 
Au sous-sol se trouvait un champ de tir d'essai.

## Produits
Le premier produit de série dans l'usine était la mitrailleuse Lahti-Saloranta M/26.
L'usine a aussi produit le pistolet Lahti L-35 et le fusil antichar Lahti L-39 de 20 mm. Au cours de la Seconde Guerre mondiale, la production a été décentralisée vers le dépôt de Seppälänkangas et les usines du Groupe S à Vaajakoski.
Voici une liste partielle des armes fabriquées par l'usine:
| Nom                  | Type                              | Période   | Réf.  |
| -------------------- | --------------------------------- | --------- | ----- |
| Lahti-Saloranta M/26 | mitrailleuse légère               | 1928–1942 | [ 4 ] |
| 7,62 ITKK 31 VKT     | mitrailleuse antiaérienne         | 1933–1944 | [ 4 ] |
| Lahti L-35           | pistolet à chargement automatique | 1935–1952 | [ 4 ] |
| Lahti L-39           | fusil antichar                    | 1940–1945 | [ 4 ] |
| Sampo L-41           | Mitrailleuse                      | 1940–1942 | ,     |
| 20 ITK 40 VKT        | canon antiaérien léger            | 1943–1944 | [ 4 ] |